# Drage (żupania karlowacka)
Drage – wieś w Chorwacji, w żupanii karlowackiej, w gminie Rakovica. W 2011 roku liczyła 26 mieszkańców.